# Hatsimla
Hatsimla là một thị trấn thống kê (census town) của quận Barddhaman thuộc bang Tây Bengal, Ấn Độ.

## Nhân khẩu
Theo điều tra dân số năm 2001 của Ấn Độ, Hatsimla có dân số 6175 người. Phái nam chiếm 54% tổng số dân và phái nữ chiếm 46%. Hatsimla có tỷ lệ 69% biết đọc biết viết, cao hơn tỷ lệ trung bình toàn quốc là 59,5%: tỷ lệ cho phái nam là 75%, và tỷ lệ cho phái nữ là 61%. Tại Hatsimla, 12% dân số nhỏ hơn 6 tuổi.